# Ivica Zadro
Ivica Zadro (Zagreb, 13. kolovoza 1954.) je hrvatski kazališni, televizijski i filmski glumac.

## Filmografija

### Televizijske uloge
- "Kad susjedi polude" kao Ružin rođak (2018.)
- "Stipe u gostima" kao Tomislav (2010.)
- "Nova u Dragošju" kao Šef (2010.)
- "Odmori se, zaslužio si" kao gospodin Vilenica (2008.)
- "Bračne vode" kao Siniša/Pas Riki (glas) (2008.)
- "Bitange i princeze" kao Palinecki (2008.)
- "Zauvijek susjedi" kao konobar (2008.)
- "Nad lipom 35" kao Šef (barmen) (2006. – 2010.)
- "Naša mala klinika" kao Pepe Čavar (2006.)
- "Jel' me netko tražio?" kao Šef (1991. – 1994.)
- "Malavizija" kao voditelj (1991. – 1996.)
- "Ptice nebeske" (1989.)
- "Putovanje u Vučjak" kao Josip Cvijić (1986.)
- "Smogovci" kao Pero Vragec (1982. – 1997.)
- "Nepokoreni grad" (1982.)

### Filmske uloge
- "Cvjetni trg" kao Blaž (2012.)
- "Parada" kao carinik (2011.)
- "Snivaj, zlato moje" kao konobar doušnik (2005.)
- "Doktor ludosti" kao nasmijani čovjek (2003.)
- "Infekcija" kao ribič (2003.)
- "Kiss of Life" kao radnik (2003.)
- "Holding" kao Brkić (2001.)
- "Garcia" (1999.)
- "Kad mrtvi zapjevaju" kao vozač pogrebnoga vozila (1998.)
- "Novogodišnja pljačka" kao policajac (1997.)
- "Kontesa Dora" (1993.)
- "Papa mora umrijeti" kao Otac Cuddles (1991.)
- "Honor Bound" kao VOPO vozač (1988.)
- "Horvatov izbor" (1985.)
- "Medeni mjesec" (1983.)
- "Nesretni slučaj" (1981.)
- "Poglavlje iz života Augusta Šenoe" (1981.)
- "Povratak" (1979.)
- "Akcija stadion" kao Ilegalac (1977.)

### Sinkronizacija
- "Malci 2: Kako je Gru postao Gru" kao Gospodin Perkins i Jaka Šaka (2022.)
- "Domaća ekipa" kao Mitch Bizone (2022.)
- "Princeza Ema" kao profesor Croupe (2019.)
- "Ratchet i Clank" kao Grimroth (2016.)
- "Mali princ" kao kralj (2015.)
- "Avanture gospodina Peabodyja i Shermana" kao George Washington (2014.)
- "Povratak u Oz" kao Strašilo (2014.)
- "Tvrd orah 1" kao rakun (2014.)
- "Juraj i hrabri vitezovi" kao gostioničar i stražar #2 (2013.)
- "Kuća velikog mađioničara" kao Žac (2013.)
- "Gru na supertajnom zadatku" kao Eduardo "El Macho" Perez (2013.)
- "Krš i lom 1" kao Grgo (2012.)
- "Arthur Božić" kao Djed Božićnjak Miljenko (2011.)
- "Mačak u čizmama" kao zapovjednik (2011.)
- "MaksimUm" kao upravnik (2010.)
- "Kako je Gru ukrao mjesec" kao Gospodin Perkins (2010.)
- "Nebesa" kao medicinski tehničar A.J. (2009.)
- "Neobična zubić vila" kao Zubić (2008.)
- "Lovci na zmajeve" kao Lensflair (2008.)
- "Stravičan u Ludi Svijet" kao Orao Bandaž (2008.)
- "Priča o mišu zvanom Despero" kao Roscuro (2008.)
- "Život buba" kao P.T. Flea (2008.)
- "Sezona lova 1" kao Božo (2006.)
- "Auti 1" i "Auti 3" kao Dusty Rust-Eze (2006., 2017.)
- "Zov divljine" kao Nigel (2006.)
- "Dama i Skitnica 1" kao Toughy (2006.)
- "Žuta minuta" kao Papa Milić (2005.)
- "Tarzan 1" kao Kapetan (2005.)
- "Sinbad: Legenda o sedam mora" (2003.)
- "Stuart Mali 1" kao ujak Stjepan (1999.)

### Audio - priča za djecu
- "Bijeli jelen" kao sokol (2005.)

## Nagrade i priznanja
- Nagrada “Gavellinih večeri” godine 1980. za ulogu Francisa (Henry IV., DK “Gavella”),
- Nagrada “Zlatni smijeh”  na Danima satire godine 1989. za ulogu Sebirada (Diogeneš, GD “Histrion”),
- odlikovan Redom Danice hrvatske s likom Marka Marulića godine 1996.

## Vanjske poveznice
- Ivica Zadro u internetskoj bazi filmova IMDb-u (engl.)
- Stranica na Komedija.hr  Arhivirana inačica izvorne stranice od 14. lipnja 2009. (Wayback Machine)